# Joseph Haslet
Joseph Haslet, född 1769 i Milford i Delaware, död 20 juni 1823 i Sussex County i Delaware, var en amerikansk politiker (demokrat-republikan). Han var Delawares guvernör 1811–1814 och på nytt från 21 januari 1823 fram till sin död senare samma år. 
Haslet var verksam som jordbrukare och kandiderade utan framgång i 1804 och 1807 års guvernörsval.
Haslet efterträdde 1811 George Truitt som Delawares guvernör och efterträddes 1814 av Daniel Rodney. År 1823 efterträdde han Caleb Rodney som guvernör men avled senare samma år i ämbetet. Haslet gravsattes i Cedar Creek och gravplatsen flyttades 1916 till Odd Fellows Cemetery i Milford.